# Čudnić
Čúdnić je jedini lokalni naziv za lijevu pritoku Vrbanje koja je na geografskim kartama često označena kao "Čudnički potok". Ova relativno kratka pritoka (oko 4–5 km) teče između sela Panići i Čudnić, a u Vrbanju se ulijeva ispod istoimenog sela, u selu Kruševo Brdo ispod uzvisine Arapov Brijeg.
Izvire na onom dijelu jugoistočnih padina podvlašićkog platoa iznad kojeg protiču Ilômska i njene pritoke, a na razvođu sa Kovačevića potokom i Ćorkovcem, ispod Petrova polja. Izvor je na oko 1180 m n/v, a ušće na oko 600 m n/v,. Vodotok je vrlo strm i brz; u lokalnom stanovništvu je ustaljeno uvjerenje da se u njega "prelijeva" i dio voda sliva Ilômske.